# Vanėsa Kaladzinskaja
Vanėsa Valer'eŭna Kaladzinskaja (in bielorusso Ванэса Валер'еўна Каладзінская?; Babrujsk, 27 dicembre 1992) è una lottatrice bielorussa, specializzata nella lotta libera.

## Palmarès

### Per la Bielorussia
- Giochi olimpici

Tokyo 2020: bronzo nei 53 kg.
- Mondiali

Strathcona County 2012: oro nei 48 kg.
Parigi 2017: oro nei 53 kg.
- Europei

Novi Sad 2017: oro nei 53 kg.
Kaspijsk 2018: argento nei 53 kg.
Bucarest 2019: bronzo nei 53 kg.
Roma 2020: oro nei 53 kg.

### Per gli Atleti Neutrali Autorizzati (AIN)
- Mondiali

Belgrado 2023: argento nei 53 kg.